# Olle Lindgren
Sven Olov "Olle" Lindgren, född 16 februari 1930 i Högbo i Sandviken, död 12 juli 2018 i Saltsjöbaden i Nacka, var en svensk målare, grafiker, skulptör och tecknare.
Lindgren var son till brukstjänstemannen Sven Pettersson och barnmorskan Stina, född Lindgren. Han växte upp i Bollnäs och kom senare till Stockholm där han först studerade teckning vid Berghs reklamskola 1952–1954. Därefter studerade han måleri och grafik vid Konstakademien i Stockholm 1954–1959 för Hugo Zuhr och Harald Sallberg, samt gjorde studieresor till Spanien, Frankrike och Nederländerna m.fl. länder. 
Han debuterade 1954 med en utställning av teckningar på Galleri Brinken i Stockholm och ställde genom åren ut separat bl.a. i Stockholm, Malmö, Örebro, Katrineholm, Gävle, Sandviken, Bollnäs och Östersund. Från 1957 deltog han vid ett flertal tillfällen i Stockholmssalongen på Liljevalchs konsthall och likaså deltog han vid Grafiska Sällskapets samlingsutställningar och från 1954 i Nationalmuseums återkommande utställning Unga Tecknare, där han 1963 vann första pris som det årets stipendiat med fem teckningar av babianer av vilka Gustav VI Adolf inköpe en till sin konstsamling när han besökte utställningen. Lindgren arbetade från början framför allt med teckning (blyerts och tusch) och som grafiker med linjeetsning och torrnålsgravyr men senare i olja och även som skulptör. Hans konst består av figurstudier, natur- och stadsscener som karaktäriseras av en expressionistisk stil som ofta fångar upp rörelsen hos människor, djur och olika föremål, såsom bilar, hästar, apor och fåglar. Konstvetaren Olle Granath beskriver Lindgrens måleri i en DN-recension av en separatutställning på De Ungas Sallong i Stockholm 1965: "Han arbetar med en summarisk och snabb expressionism, som låter honom fånga ett rörligt skeende med lätthet, som i målningen Ishockeyspelare. Häftigt ansatta färgfläckar snurrar fram över bildytan och fångar rörelsen hos människor, djur och bilar. (...) De är enkla, kraftfulla bilder, som med saklig fränhet noterar det vardagliga. I Lindgrens bilder finns plats för det plötsligt snabba och ironiska infallen." SvD:s recensent konstaterar vid samma utställning att "Olle Lindgren är en färgpoet med skärpa och känslighet i iakttagelsen, som inte står efter ens Göteborgskolloristerna i deras subtilaste stunder."
Av Lindgrens offentliga arbeten kan nämnas skulpturer i stadsdelarna Husby och Akalla i nordvästra Stockholm. Som illustratör medverkade han bl.a. i tidskriften Folklig Kultur, och han gjorde förlagan till Svenska Travsportens Centralförbunds årstallrik "Årets häst" 1975 föreställande travhästen Opal H tränad av Gunnar Nordin. Han gav även tillsammans med Karl Rune Nordqvist ut boken Inom Hälsinglands gärnser (1978) där han gjort illustrationerna. Han var medlem i Konstnärernas Samarbetsorganisation. Lindgren är representerad bland annat vid Värmlands museum, Eskilstuna konstmuseum, Östersunds museum och Moderna museet i Stockholm samt i Gustav VI Adolfs samling.
Olle Lindgren är gravsatt i minneslunden på Skogsö kyrkogård i Saltsjöbaden, Nacka.